# Pelarhuset

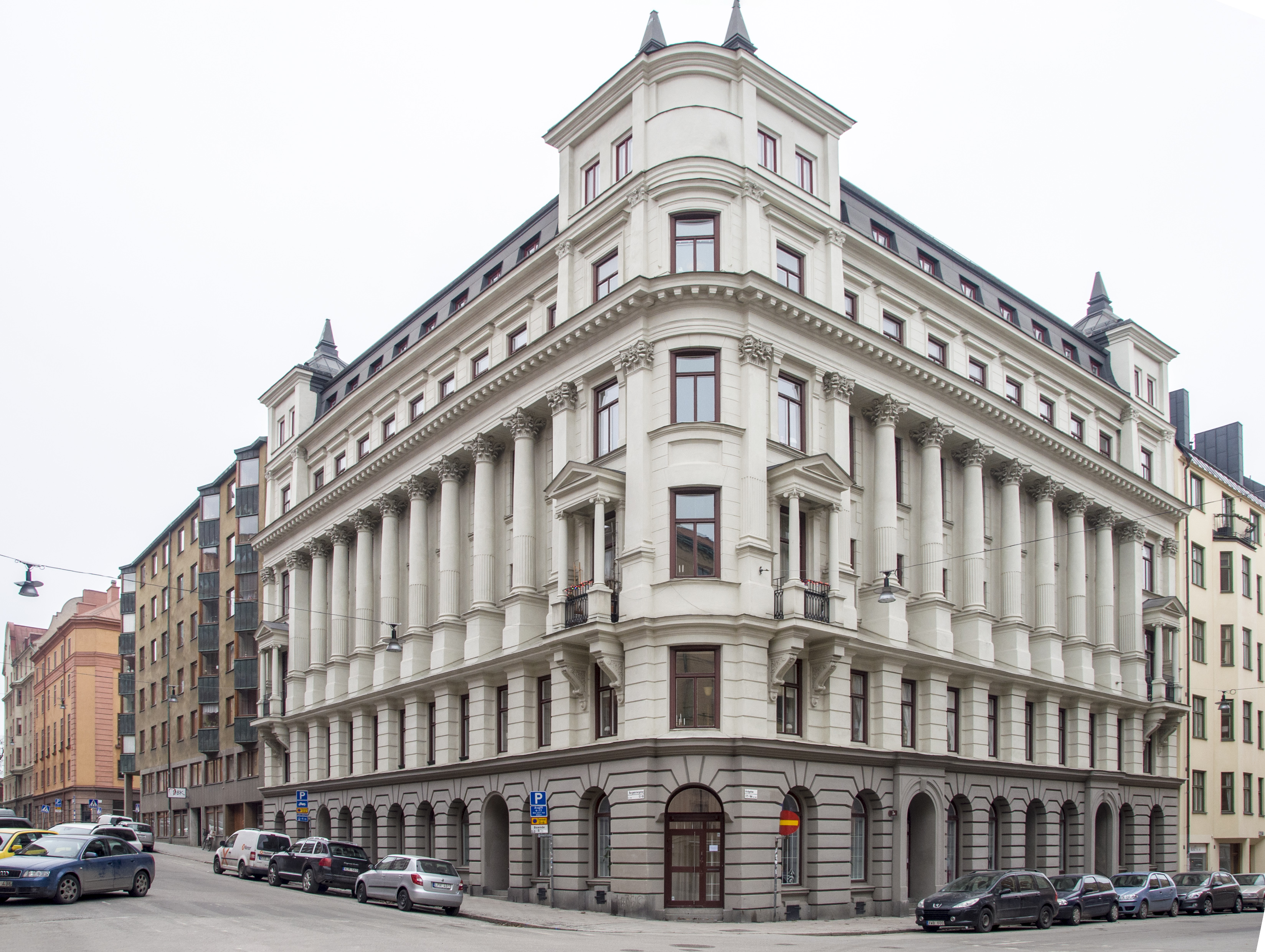
Pelarhuset, 2014.

Pelarhuset (även kallat Melanders hus) är en byggnad i kvarteret Pahl i hörnet Borgmästargatan 10 / Åsögatan 172 på Södermalm i Stockholm. Fastigheten är grönmärkt av Stadsmuseet i Stockholm, vilket innebär "att bebyggelsen bedöms vara särskilt värdefull från historisk, kulturhistorisk, miljömässig eller konstnärlig synpunkt".

## Historik
Huset uppfördes 1884–1886 för A. W. Stening som var både beställare och byggmästare och även utformade de första ritningarna. Det karaktäristiska för huset är de kolonner som sammanbinder våning två och tre. Utförandet underkändes dock av stadsarkitekt Ludvig Hedin med hänvisning till dålig smak och felaktiga proportioner, varför arkitekten Adolf Emil Melander kallades in för att revidera ritningarna. Byggherren fick dock i stora drag sin vilja igenom i den färdiga byggnaden efter ritningarnas godkännande.

## Ritningar

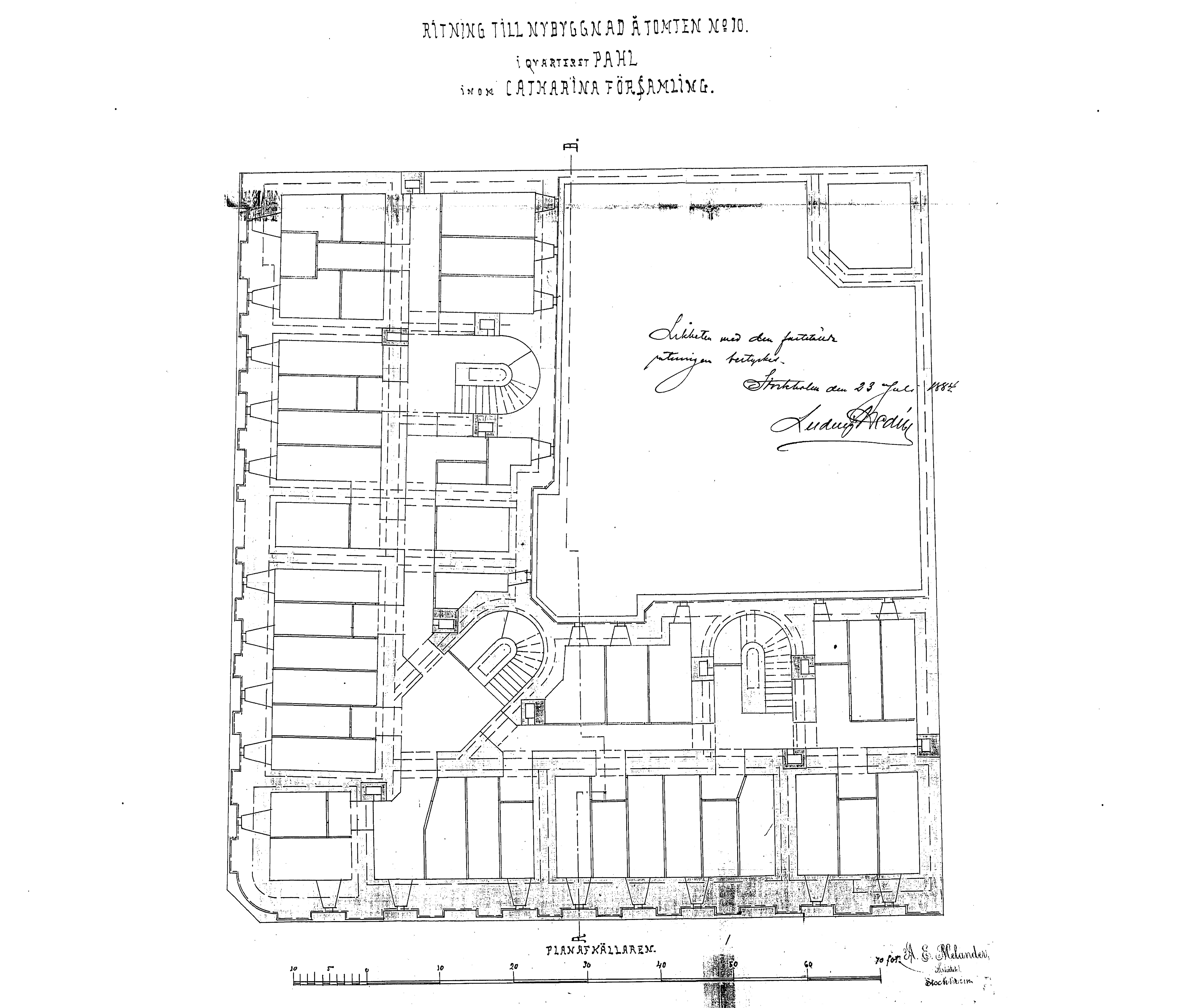
"Pelarhuset", källarvåning.
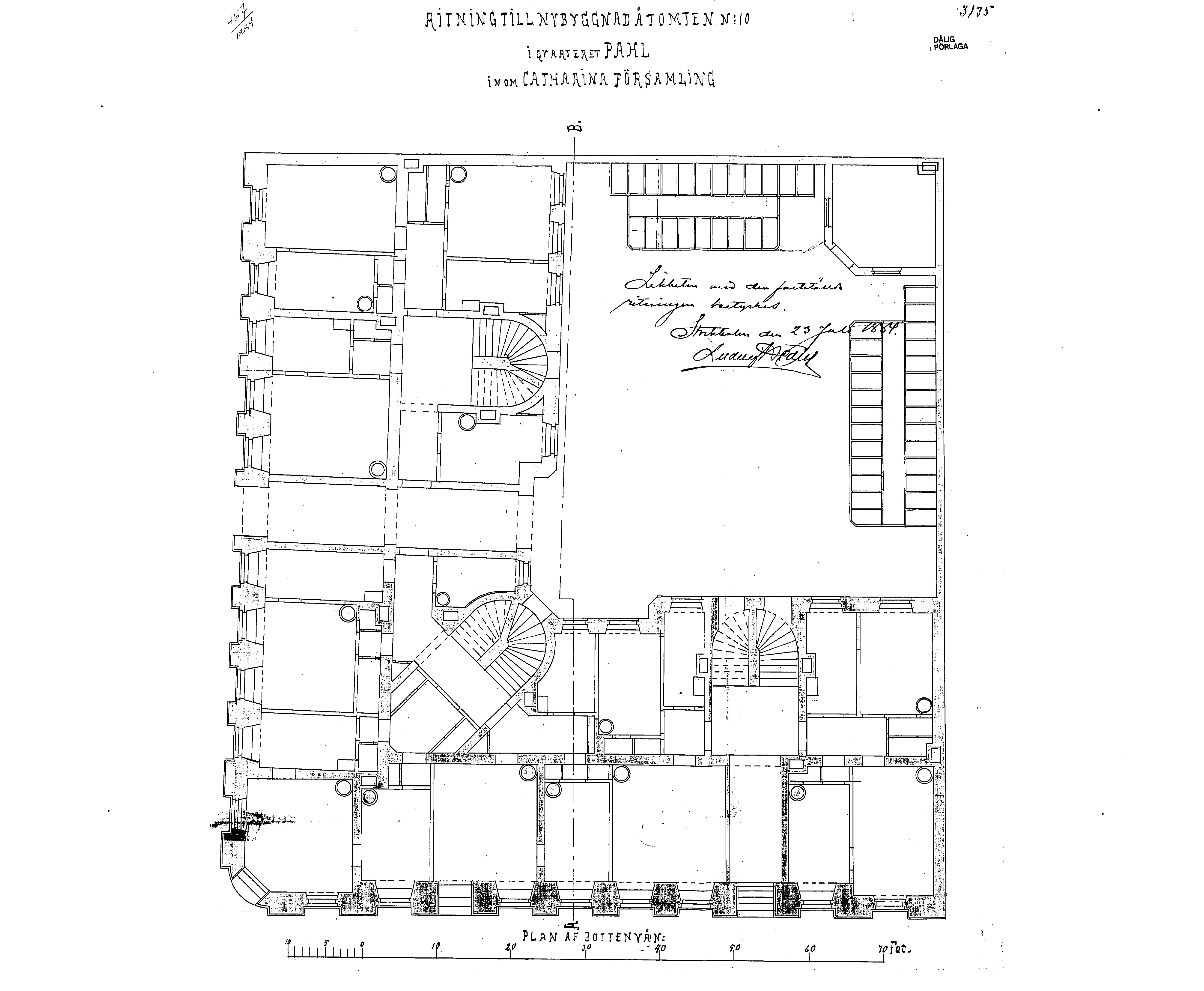
"Pelarhuset", bottenvåning.
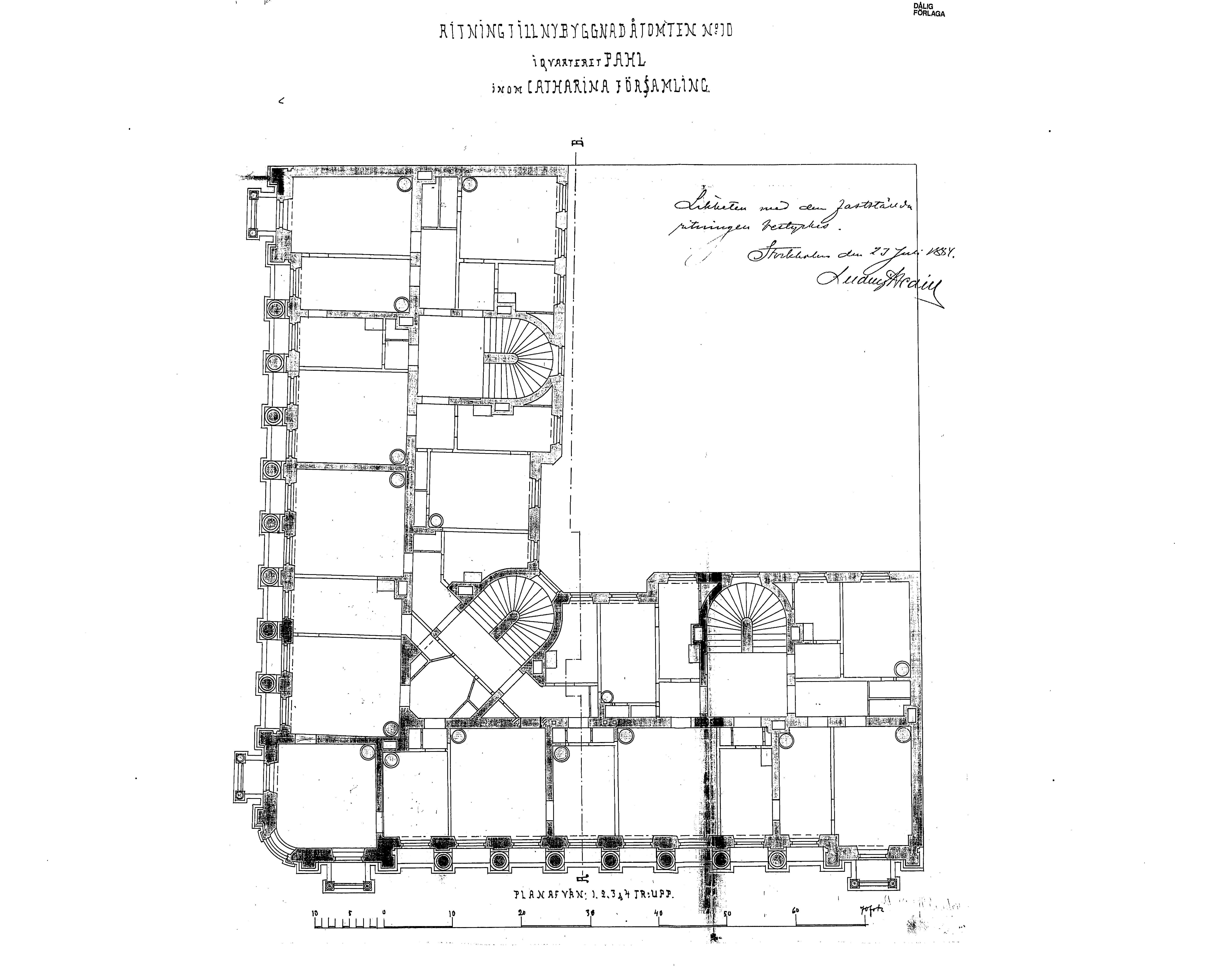
"Pelarhuset", våning 1-4.
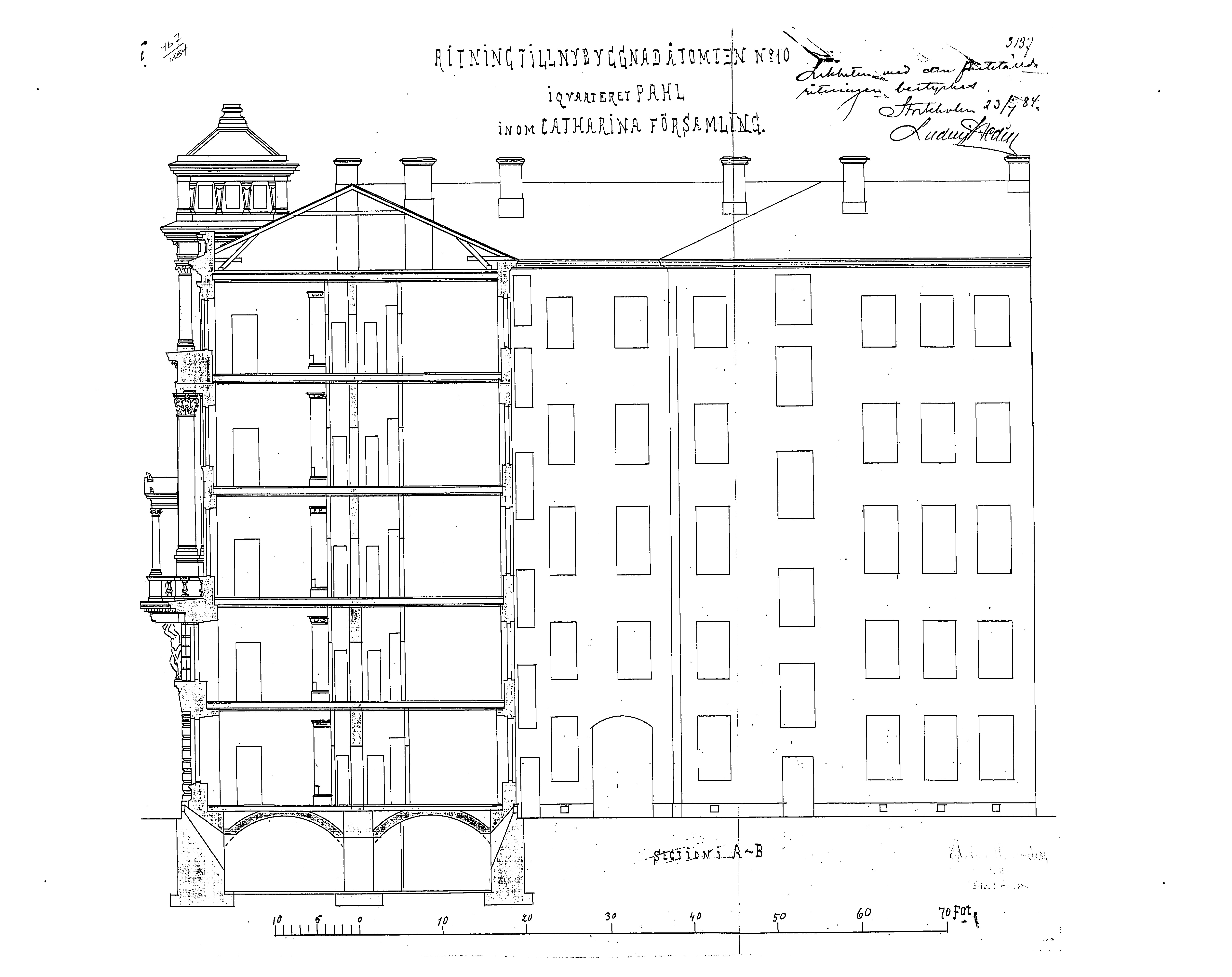
"Pelarhuset", sektion.
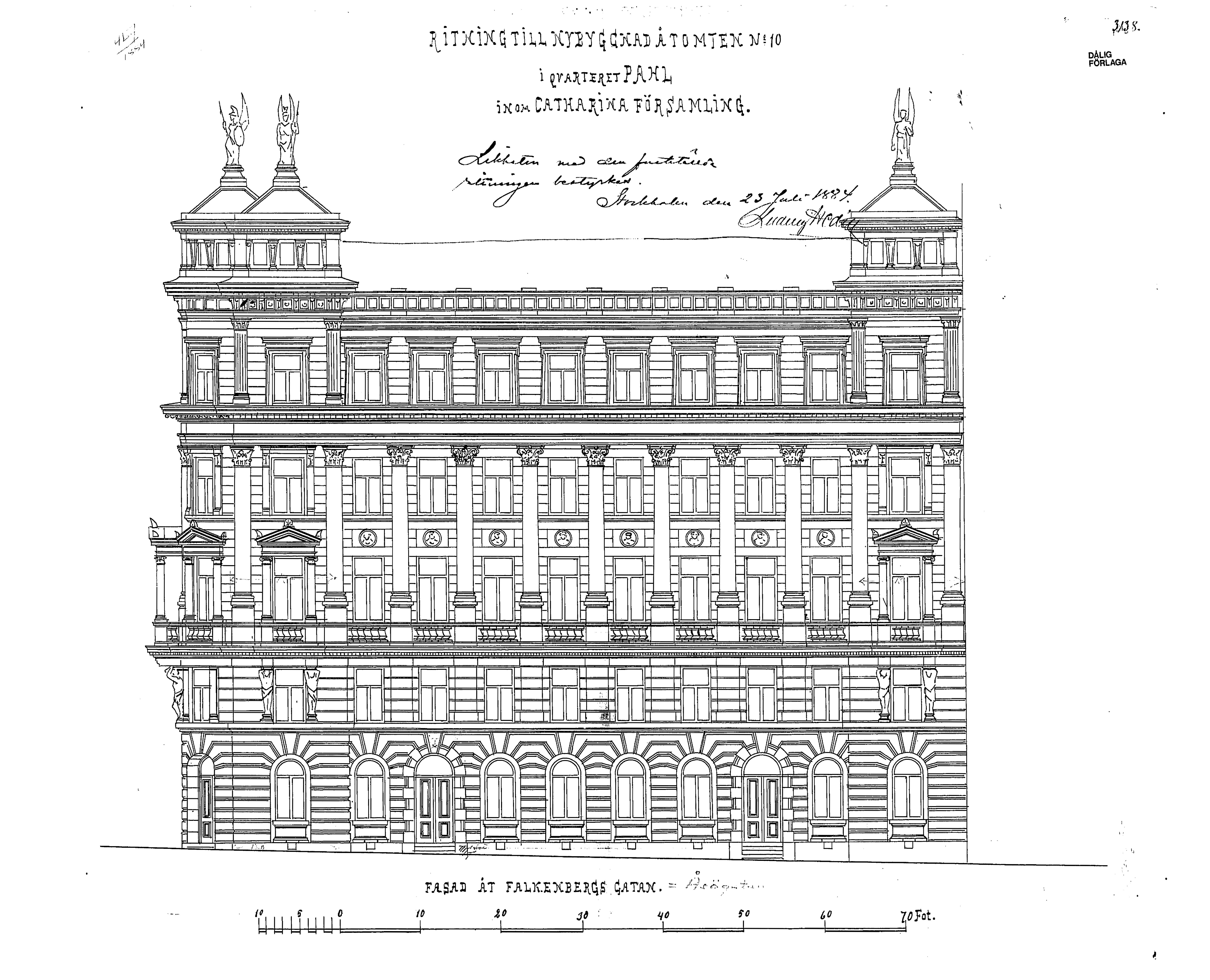
"Pelarhuset", fasad mot Åsögatan.